# Der Schneeballkrieg
Der Schneeballkrieg (Originaltitel: La guerre des tuques) ist ein französisch-kanadischer Kinderfilm aus dem Jahr 1985. Die Regie führte André Melançon.

## Handlung
Der Film beinhaltet eine riesige Schneeballschlacht zwischen den Kindern einer kleinen Stadt in Quebec während der Winterferien, die sich in zwei rivalisierende Banden aufspalten, von denen eine eine Schneeburg verteidigt, die andere sie angreift. Die Angreifer werden von einem Jungen angeführt, der sich selbst als "General Luc" bezeichnet und den Ruf hat, rechthaberisch zu sein. Die Verteidiger sind zahlenmäßig unterlegen und werden von Marc angeführt, der einen Hund namens Cleo besitzt. Sie haben auch den genialen Jungen François auf ihrer Seite. François entwirft eine massive, aufwändige Festung aus Schnee und Marcs Gruppe baut sie. Luc kommt mit seiner Armee an, trägt provisorische Rüstungen und schwingt Holzschwerter. Sie versuchen, die Mauern mit einer Leiter zu erklimmen, aber Luc wird im Kampf verletzt und befiehlt den Rückzug.
Die Gruppe von Luc formiert sich neu und führt einen zweiten, verdeckteren Angriff durch, aber sie werden entdeckt und erneut mit tintengetränkten Schneebällen zurückgeschlagen. Luc kontert, indem er ein drittes Mal angreift, diesmal mit seiner Armee, die zum Schutz vor der Tinte in Müllsäcke gekleidet ist. Sie überwältigen die Verteidigung der Festung, und Marc und François entkommen mit dem Schlitten durch einen geheimen Tunnel.
Die beiden Gruppen treffen sich, um in einem letzten Kampf den Gewinner zu ermitteln. Luc taucht mit einer noch größeren Armee zur letzten Belagerung auf, nachdem er zusätzliche jüngere Kinder mit Schokolade rekrutiert hat. Sie besitzen auch neue Waffen wie Schleudern und eine Schneeballkanone. Luc befiehlt ihnen, anzugreifen, und obwohl sie von Barrikaden verlangsamt werden, durchbrechen sie schließlich die Festungsmauern und geraten in einen Nahkampf mit den Verteidigern. Marcs Hund Cleo wird während des hitzigen Gefechtes von einer der Festungsmauern erschlagen und stirbt. Der Krieg endet damit, dass beide Seiten Frieden schließen und Cleo begraben.

## Auszeichnungen
Der Film gewann 1985 bei den 6. Genie Awards den Golden Reel Award als Kanada's umsatzstärkster Film des Vorjahres.

## Produktion
Gedreht wurde der Film in Baie-Saint-Paul und Saint-Urbain in der Region Charlevoix der kanadischen Provinz Québec. Das Budget betrug 1,3 Millionen $.
Das Chanson „L'amour a pris son temps“ am Ende des Films singt Nathalie Simard (* 1969).
Der Schneeballkrieg war der erste Film, in dem Rock Demers als Filmproduzent beteiligt war und der erste in der im kanadischen Fernsehen populären Reihe „Tales for all“ von Les Productions la Fête.

## Rezeption
Der Film wurde in den 1980/1990er Jahren regelmäßig um die Weihnachtszeit im kanadischen Fernsehen gezeigt.
25 Jahre später drehte die kanadische Regisseurin Marie-Hélène Copti einen Dokumentarfilm über ein Treffen der damaligen Akteure an den alten Spielorten des Films. Der Film wurde am 3. Oktober 2009 über den Sender Super Écran ausgestrahlt.
2015 produzierten Jean-François Pouliot als Regisseur und François Brisson als Zeichner unter Beteiligung von Rock Demers als Co-Produzent ein Remake von „La guerre des tuques“ als Animationsfilm in 3D. Die Produktionszeit dauerte zwei Jahre, das Budget des Films betrug 10 Millionen $